# Pullea
Pullea es un género de árboles perteneciente a la familia  Cunoniaceae que es nativo de Nueva Guinea y Queensland.

## Especies seleccionadas
- Pullea clemensiae L.M. Perry
- Pullea decipiens L.M. Perry
- Pullea glabra Schltr.
- Pullea mollis Schltr.
- Pullea perryana A.C.Sm.
- Pullea stutzeri (F.Muell.) Gibbs
- Pullea versteeghii L.M. Perry